# 桑原辰旺
桑原 辰旺（くわはら たつお、1967年5月20日 - ）は、日本の俳優である。ワイケーエージェント所属。宮崎県延岡市生まれ、東京都中野区育ち。

## 人物・来歴
中野区立桃園第三小学校（現中野区立桃花小学校）卒→中野区立第三中学校卒→東京都立杉並高校卒→日本大学中退
大学在学中の1989年、当時ジャニーズ事務所に所属していた川﨑麻世がドラマと舞台の稽古の両立で忙しく、初めて外部から付き人を募集した際に候補者の中から選ばれ、川﨑麻世の第１号の弟子となり俳優になる。初舞台は1989年5月、坂東玉三郎主演新派特別公演『ふるあめりかに袖はぬらさじ』（新橋演舞場）。同年、川﨑麻世がジャニーズ事務所を退所後は２人でフリーとして半年間活動し、赤木春恵の家族事務所オフィスのいりに所属。川﨑麻世の付き人をしながら出演舞台やドラマ、映画などに一緒に出演し演技の基礎や殺陣などを現場で学び、1993年に付き人を卒業し独り立ちするが、同事務所の赤木春恵の付き人が新人だった為、新人の教育係として赤木春恵にも付き、赤木春恵出演の舞台やドラマにレギュラー出演しながらソロでも舞台などに呼ばれるようになる。オフィスのいりに所属して26年目の2015年、当時俳優の傍ら演技とアクションの講師をやっていた子役事務所が倒産し、新たにプロダクションを立ち上げるメンバーに加わることとなり、本腰を入れる為にオフィスのいりから現在所属のプロダクション、セントラル（現ワイケーエージェント）に移籍する。
特技は高校時代から習っていたフルコンタクト空手と俳優になってから習い出したジークンドー（ブルース･リー伝承の拳法）を活かしたアクションと殺陣。またアクションコーディネーターとしても作品に参加している。趣味は高校時代からやっているサーフィン、テニスに加え、ゴルフ、ハーレーダビッドソンを乗り回すこと。全日本サーフィン連盟3級 、書道4段。

## 出演

### TVドラマ
- 1990年 EX火曜ミステリー劇場 【十津川警部の挑戦】（松尾昭典監督）
- 1990年 EX火曜ミステリー劇場 【女王蜂】（井上昭監督）
- 1991年 EX火曜ミステリー劇場 【十津川警部の対決】（村川透監督）
- 1991年 EX火曜ミステリー劇場 【十津川警部の反撃】（松尾昭典監督）
- 1991年 EX土曜ワイド劇場 【キャンパス迷路殺人事件】（野田幸男監督）警察官役
- 1991年 NTV木曜ゴールデンドラマ 【一人っ子同士の結婚】（香坂信之監督）警察官役
- 1992年 TX月曜女のサスペンス 【盲目の目撃者】（不破敏之監督）旅行者役
- 1993年 TBS花王愛の劇場 【家族の物語】（川俣公明監督）詐欺師役
- 1994年 YTV 【男はいらない】（日名子雅彦監督）酒屋店員役
- 1995年 CX午後の名作ドラマ劇場 【腕まくり看護婦物語】（小林俊一監督）刑事役
- 1995年 NTV 【ザ・シェフ】（吉野洋監督）入院患者役
- 1996年 TBS 【渡る世間は鬼ばかり】第3シリーズ 第32話（井下靖央監督）不動産屋役
- 1998年 NTV 【追跡4】（村田忍監督）刑事役
- 1998年 TBS花王愛の劇場 【天までとどけ7】（鈴木晴之監督）警察官役
- 2002年 TX女と愛のミステリー 【浦上伸介パ－ト2・長崎異人館の死線】（樋口徹監督）新聞記者役
- 2007年 TBS 【宗像教授伝奇考3】（本橋圭太監督）ホテル支配人役
- 2010年 THK 【花嫁のれん】（藤尾隆監督）かぐらや客白石役
- 2014年 TX 【新・刑事吉永誠一】（赤羽博監督）秋田弁護士役
- 2018年 KTV 【FINAL CUT】（三宅喜重監督）梶原役
- 2018年11月 TBS日曜劇場【下町ロケット】（田中健太監督）第5話 重田工業従業員役
- 2019年1月CX開局60周年特別企画【レ・ミゼラブル 終わりなき旅路】（並木道子監督）刑事長役
- 2019年1月TBS【メゾン・ド・ポリス】第2話（佐藤祐市監督）葬儀参列者役
- 2019年1月CX/FOD配信ドラマ【高嶺と花】第1話（石井祐介監督）本部長役
- 2019年4月TBS日曜劇場【集団左遷!!】（平川雄一朗/田中健太/韓 哲監督）新支店長役
- 2019年8月TBS日曜劇場【ノーサイド・ゲーム】第4話（田中健太監督）トキワ自動車社員役
- 2019年9月TBS/Paravi配信ドラマ【SPECサーガ完結篇『SICK'S 覇乃抄』地上波濃縮版  】第6話（堤幸彦監督）屈強信者役
- 2019年10月CX月9ドラマ【シャーロック〜アントールドストーリーズ〜】第2話（野田悠介監督）刑事役
- 2019年12月TX【死役所】第10話最終回（湯浅弘章監督）捜査員役
- 2020年1月TBS【義母と娘のブルース 2020年謹賀新年スペシャル】（平川雄一朗監督）ゴルディック幹部社員役
- 2020年1月EX新春3夜連続ドラマ【破天荒フェニックス】第2話（小野浩司監督）業者役
- 2020年7月NTV【リモートで殺される】（中田秀夫監督）刑事役
- 2020年8月TBS日曜劇場【半沢直樹】第7話（田中健太監督）関西シティ銀行担当者役
- 2020年11月TX ドラマ24【あのコの夢を見たんです。】第7話（枝優花監督）先生役
- 2020年12月NTV【6 from HiGH & LOW THE WORST】第4話（久保茂昭監督）解体業社長役
- 2021年4月~6月TBS日曜劇場【ドラゴン桜】第1話、９話、最終話（福澤克雄/石井康晴監督）日比野晋平役
- 2021年６月NTVスペシャルドラマ【嘘から始まる恋】（新城毅彦監督）コンシェルジュ役
- 2021年7月CX【彼女はキレイだった】第1話（神谷楓監督）カメラマン役
- 2022年4月EX水曜21時枠刑事ドラマ【特捜9 season5】第1話（細川光信監督）谷崎直哉役
- 2022年5月MX【片恋グルメ日記2】第1話（平林克理監督）上司役
- 2023年12月CX【うちの弁護士は手がかかる】第９話（相沢秀幸監督）看守役

### 舞台
- 坂東玉三郎 主演 / 戌井市郎 演出【ふるあめりかに袖はぬらさじ】（1989.5新橋演舞場）
- 山本陽子 主演 / 井上思 演出【付き馬屋おえん】（1991.5梅田コマ劇場）
- 長山藍子 主演 / 石井ふく子 演出【初蕾】（1991.10三越劇場）
- 佐久間良子 主演 / 鵜山仁 演出【女三の宮】（1992.2帝国劇場）
- 川﨑麻世 主演 / 村松欣 演出【一人二役】（1993.4東京芸術劇場）
- 長山藍子 主演 / 石井ふく子 演出【初蕾】（1993.6名鉄ホール）
- 山田五十鈴 主演 / 小野田正 演出【しぐれ茶屋おりく】（1993.9東京宝塚劇場）
- 十朱幸代 主演 / 水谷幹夫 演出【冬の椿】（1994.1∼2芸術座）
- 泉ピン子 主演 / 石井ふく子 演出【渡る世間は鬼ばかり】（1994.5∼6芸術座/.9名鉄ホール）
- 八千草薫 主演 / 小野田正 演出【女系家族】（1994.12帝国劇場）
- 赤木春恵 主演 / 北村文典 演出【メッタ斬りの歌】（1995.2名鉄ホール）
- 森光子 主演 / 栗山民也 演出【春は爛漫】（1995.4劇場飛天/1995.5東京宝塚劇場）
- 浅丘ルリ子 主演 / 江守徹 演出【天井桟敷の人々】（1995.10帝国劇場）
- 山本富士子 主演 / 堀井康明 演出【浪花恋ごよみ】（1996.1帝国劇場）
- 浜木綿子 主演 / 井上思 演出【真室川の女】（1996.2東京宝塚劇場）
- 森光子 主演 / 栗山民也 演出【恋風】（1996.4劇場飛天/.5東京宝塚劇場）
- 安寿ミラ 主演 / 釜紹人 演出【検察側の証人】（1996.9近鉄劇場）
- 斉藤由貴 主演 / 釜紹人 演出【夢舞台貞奴～女優物語～】（1996.11新歌舞伎座）
- 森繁久彌、北大路欣也 主演 / 井上思、山田和也 共同演出【佐渡島他吉の生涯】（1997.1御園座）
- 森光子 主演 / 栗山民也 演出【深川しぐれ】（1997.5帝国劇場）
- 赤木春恵 主演 / 山田和也 演出【六十の手習い】（1997.7名鉄ホール）
- 片平なぎさ 主演 / 鴨下信一、佐藤浩史 共同演出【女優貞奴】（1997.10九州巡業）
- 浜木綿子 主演 / 井上思 演出【ねぶたの女】（1998.2帝国劇場）
- 山本陽子 主演 / 金子良次 演出【付き馬屋おえん】（1998.7南座）
- 赤木春恵 主演 / 山田孝行 演出【姥勝手】（1998.10名鉄ホール）
- 浜木綿子 主演 / 井上思 演出【あばれ女将】（1999.1帝国劇場）
- 涼風真世 主演 / 青井陽治 演出ミュージカル【42ndストリート】（1999.4日生劇場）
- 大地真央 主演 / 吉川徹 演出 ミュージカル【カルメン】（1999.10青山劇場）
- 涼風真世 主演 / 青井陽治 演出 ミュージカル【42ndストリート】（2000.5中日劇場）
- 片平なぎさ 主演 / 小島靖 演出【縁は異なもの恋なもの】（2000.9名鉄ホール）
- 大地真央 主演 / 青井陽治 演出 ミュージカル【ワンス・アポン・ア・マットレス】（2000.11青山劇場）
- 大地真央 主演 / 吉川徹 演出 ミュージカル【カルメン】（2001.3中日劇場）
- 中村吉衛門 主演 / 齋藤雅文 演出【蜘蛛巣城】(2001.6新橋演舞場)
- 大地真央 主演 / 吉川徹 演出 ミュージカル【カルメン】（2001.10梅田コマ劇場）
- 涼風真世 主演 / 青井陽治 演出ミュージカル【42ndストリート】（2002.1博多座）
- 愛華みれ 主演 / 山田和也 演出 ミュージカル【チャーリーガール】（2002.4帝国劇場/.10梅田コマ劇場）
- 十朱幸代 主演 / 中村龍史 演出 【夫婦漫才】（2003.1∼2芸術座）
- 佐久間良子 主演 / 石井ふく子 演出 【簪マチ子】(2003.9∼10芸術座)
- 中原果南 主演 / 伏見悦男 演出【はるちゃん】（2004.7名鉄ホール）
- 北大路欣也 主演 / 井上思 演出【佐渡島他吉の生涯】（2005.9御園座）
- 梗の会公演 / 小柳津暁生 演出【かげろうの吹く風】(2006.2シアターグリーン)
- 川中美幸 主演 / 山田孝行 演出 【お喜久恋歌一番纏】(2006.7明治座)
- 池内淳子 主演 / 石井ふく子 演出【女たちの忠臣蔵】（2006.9明治座/2006.11名鉄ホール）
- 川中美幸 主演 / 水谷幹夫 演出【赤穂の寒桜～大石りくの半生～】（2007.1御園座）
- 西郷輝彦、藤田まこと、松平健、三田佳子 主演 / 石井ふく子 演出【忠臣蔵】（2007.3∼4明治座）
- 高橋恵子 主演 / 石井ふく子 演出【おんなの家】（2007.7名鉄ホール）
- 藤山直美 主演 / 吉本哲雄 演出【泣いたらあかん】（2007.9巡業）
- 川中美幸 主演 / 華家三九郎 演出【富貴楼お倉～ジャスミンの花咲く頃～】(2008.1明治座)
- 小林幸子 主演 / 金子良次 演出【08華麗なる幸子の世界・天勝物語】（2008.3御園座/.7博多座/.10明治座）
- 舟木一夫 主演 / 成瀬芳一 演出【浮浪雲】（2009.6中日劇場）
- 佐々木麻緒・諸星すみれ 子役主演 / 石井ふく子 演出【おしん～少女編～】（2009.11∼12巡業）
- 小林幸子 主演 / 堤泰之 演出【10華麗なる幸子の世界・かあちゃん】（2010.3明治座/.7御園座）
- 小林幸子 主演 / 堤泰之 演出【旅館華村若女将】（2011.9明治座/2012.1御園座）
- 劇団東京ハイビーム旗揚げ公演 / 吉村ゆう 演出【オー・マイ・ゴースト！】（2012.2MAKOTOシアター銀座）
- スターズシアター公演 / 原口勝 演出【星降る夜に】（2012.5築地本願寺ブディストホール）
- 劇団東京ハイビーム公演 / 吉村ゆう 演出【ホスピタル】（2012.11池袋スタジオサイロ）
- 劇団東京ハイビーム公演 / 吉村ゆう 演出【最終電車】（2013.3池袋シアターKASSAI）
- スターズシアター公演 / 原口勝 演出【虹の彼方へ】（2013.5築地本願寺ブディストホール）
- 劇団東京ハイビーム公演 / 吉村ゆう 演出【STAR☆WALK】（2013.9 Geki地下Liberty）
- スターズシアター公演 / 原口勝 演出【河の流れは】（2013.11築地本願寺ブディストホール）
- 劇団東京ハイビーム公演 / 吉村ゆう 演出【時空計画】（2014.4シアターKASSAI）
- スターズシアター公演 / 原口勝 演出【遥かなる空】（2014.5築地本願寺ブディストホール）
- スターズシアター公演 / 原口勝 演出【蒼天の光】（2014.10中目黒キンケロ・シアター）
- 劇団東京ハイビーム公演 / 吉村ゆう 演出【ラヴandソルト】（2014.11ステージカフェ下北沢亭）
- ジャニーズＷＥＳＴ 主演 / 北村文典 演出【なにわ侍団五郎一座】（2015.1日生劇場）
- 吉幾三 主演 / 岡本さとる 演出【吉幾三納涼公演「深川年増」～風流めおと芝居～】（2015.7中日劇場）
- スターズシアター公演 / 原口勝 演出 ミュージカル【遥かなる空】（2019.8新宿村LIVE）五月湊役
- 第31回池袋演劇祭「豊島区長賞」受賞作品　劇団東京ハイビーム公演 / 吉村ゆう 演出【ホスピタル】（2019.9コフレリオ新宿シアター）中継役
- 川﨑麻世主演 / 演出　朗読ミュージカル【ある家族－そこにあるもの－】（2020.1新宿角座）
- 第32回池袋演劇祭「大賞」受賞作品　劇団東京ハイビーム公演 / 吉村ゆう 演出【My Sweet Baby】（2021.9シアターグリーンベースシアター）ゲスト出演
- スターズシアター公演 / 原口勝 演出【新月】（2021.11六行会ホール）エドワード王役
- 劇団東京ハイビーム公演 / 吉村ゆう 演出【ベイビー ドン クライ】（2022.5下北沢「劇」小劇場）ゲスト出演
- スターズシアター公演 / 原口勝 演出【月の裏側で】（2022.11六行会ホール）エドワード王役
- 第14回韓国クミアジア演劇祭参加作品　劇団東京ハイビーム公演 / 吉村ゆう 演出【SADAO】（2023.9クミ市ゴンドダ劇場）ブービー役
- 川﨑麻世主演 / 演出　朗読ミュージカル【ある家族】（2025.1築地本願寺ブディストホール）
- 劇団東京ハイビーム公演 / 吉村ゆう 演出【SHORT GUN 7th SHOT「アクシデント」】（2025.5雑遊）柴田恭兵役

### 映画
- 1993年7月公開 佐野史郎主演 / 石井輝男監督【ゲンセンカン主人】ゲンセンカン宿泊客役
- 2019年8月公開 田中圭主演/瑠東東一郎監督 【劇場版おっさんずラブ～LOVE or DEAD～】香港営業所所長役
- 2019年10月公開 大澤数人主演/上田慎一郎監督 【スペシャルアクターズ】謎のブラックスーツ軍団役
- 2021年2月公開 北川景子主演/堤幸彦監督 【ファーストラヴ】武石役
- 2021年12月Amazon Prime Video配信映画 松本まりか主演/内田英治監督【雨に叫べば】情夫役

### WEBドラマ
- 2019東カレTik Tok【港区女子vs港区男子】（昌保博之監督）圧おじさん役
- 2019東京カレンダー【港区おじさん】第120話〜本当の気持ち〜（昌保博之監督）金持ちおじさん役
- 2019年9月Paravi配信ドラマ【SPECサーガ完結篇『SICK'S 覇乃抄』地上波濃縮版  】第11話（堤幸彦監督）屈強信者役
- 2019年10月AbemaTV【時効警察とくべつへん　鑑識課・又来康知】（村上大樹監督）ケバブ屋役
- 2022年1月Amazon Prime Video配信ドラマ【失恋めし】（大九明子監督）エグゼクティブ客役
- 2022年3月ひかりTV配信ドラマ【恋と友情のあいだで】（石井祐介監督）上司役
- 2023年1月WOWOW連続ドラマW【ギバーテイカー】第2話（鈴木浩介監督）柄の悪い男役

### バラエティー番組
- 2020年11月EX【テレビ千鳥-ノブの頑張る姿が見たいんじゃ‼︎演技編-】大和田常務役
- 2021年3月EX【あざとくて何が悪いの？】部長役
- 2021年8月CX【全力！脱力タイムズ】ドッキリコーナー　組長役
- 2022年8月EX【あざとくて何が悪いの？】ーあざと連ドラ第8話ー　及川役
- 2022年9月EX【チョコプラカウント】ドッキリ心霊企画編　霊能者役
- 2022年9月EX【秘密の教材ドッキリ式学習塾ーおたけを通し「源義経」を学ぼうー】朝廷（スポンサー”クワさん”）役
- 2025年7月EX【あざとくて何が悪いの？】ーあざと連ドラ「あざとさにも相性がある！第5話ー　父親役

### Vシネマ
- 川﨑麻世主演 / 大月栄治 監督【実録・関東やくざ抗争史 松田組】2005.7 芳賀春夫役

### DVD
- 【国立がんセンター患者さま向け】乳がん患者夫役

### 雑誌・カタログ
- 【Heatech 2018-2019】カタログモデル
- 【YAMAHAクラビノーバCVPシリーズ】カタログモデル

### ナレーション
- 【セルスター　ドライブレコーダー 2018 ASSURA NEW MODEL】

### アクションコーディネート作品
- スターズシアター公演 / 原口勝 演出【虹の彼方へ】（2013.5築地本願寺ブディストホール）
- スターズシアター公演 / 原口勝 演出【河の流れは】（2013.11築地本願寺ブディストホール）
- スターズシアター公演 / 原口勝 演出【遥かなる空】（2014.5築地本願寺ブディストホール）
- スターズシアター公演 / 原口勝 演出【蒼天の光】（2014.10中目黒キンケロ・シアター）
- 劇団東京ハイビームロングラン公演 / 吉村ゆう 演出【私を殺して】（2017.7~10四谷天窓）
- 劇団東京ハイビームロングラン公演 / 吉村ゆう 演出【私を殺して】（2024.4~9新宿伊勢丹会館ガルロチ）